# Drnovice (zámek)
Zámek v Drnovicích byl postaven na místě, kde stál dříve hospodářský dvůr, jehož půdorys zámecká stavba částečně kopíruje. Stavba byla zahájena v roce 1866 na přání Johanna Mundyho, který touto stavbou pověřil svého architekta Franze Schlepse, jenž byl ve službách Johanna Mundyho více než třicet let. Nad hlavním průčelím zámku se nachází drobný štít s erbem rodiny Mundyů. Půdorys budovy je tvořen do tvaru písmena „L“. Na levé straně bylo hospodářské křídlo zámku. Budova drnovického zámku je v současné době dominantou zdejší návsi.
Po smrti Johanna Mundyho v roce 1872 byla budova zámku pronajata společnosti Drnovický cukrovar, která využila budovu pro ubytování svých dělníků. V této době došlo k poškození vnitřního vybavení zámku. Později na památku 50letého panování Františka Josefa I. se moravský zemský výbor usnesl, že zde zřídí ústav pro staré ženy. Na popud brněnského biskupa Dr. Františka Saleského Bauera měl být zámek pronajat až do roku 1936. Bylo zde umístěno celkem 120 starých a nemocných žen. Zámecká budova byla předána řádu Milosrdných sester III. řádu sv. Františka v Brně. Avšak budova zámku k těmto účelům nevyhovovala, proto zde musela proběhnout řada úprav. Kongregace převzala zámek k užívání dne 20. srpna 1899. Hospodářské křídlo bylo přeměněno na kapli sv. Alžběty. Zahradní domek v zámeckém parku byl určen pro ženy, které trpěly vážnějším onemocněním (např. epilepsií). Řádové sestry zde působily až do roku 1947, kdy byl ústav přesunut do Velkého Újezdu.
Dne 1. července 1947 byl ústav zrušen a zámek zakoupila obec Drnovice. Postupně byla provedena rekonstrukce budovy, kaple přestavěna na kinosál, zahrada přebudována na hřiště a v jedné z budov zřízena mateřská školka.

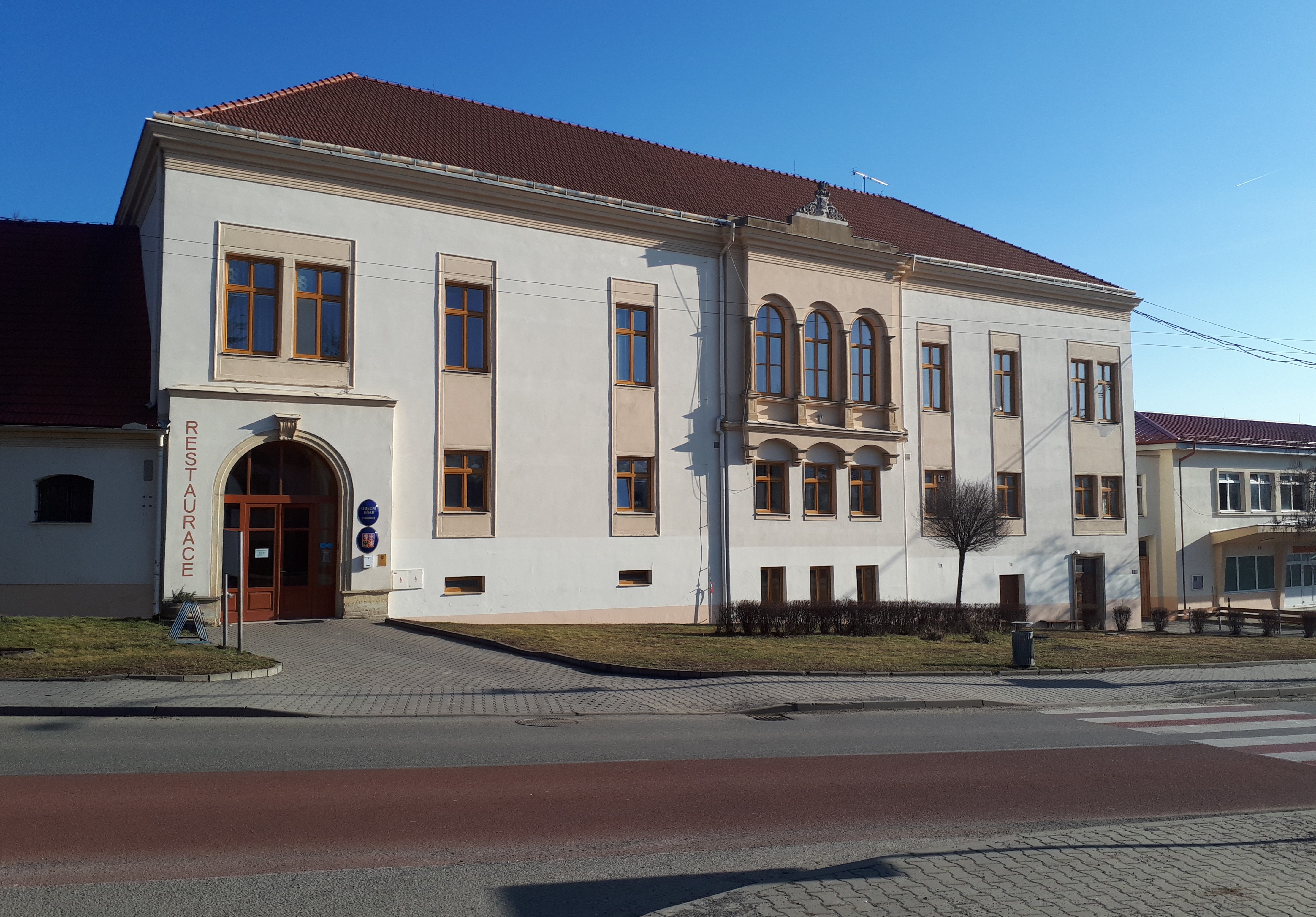
Zámecká budova